# Nikolaj Andrianov
Nikolaj Jefimovitj Andrianov (ryska: Николай Ефимович Андрианов), född 14 oktober 1952 i Vladimir, Vladimir oblast, död 21 mars 2011 i Vladimir, Vladimir oblast, var en rysk (sovjetisk) gymnast som vann 15 OS-medaljer 1972-1980. Han är den man som vunnit näst flest OS-Medaljer genom tiderna efter Michael Phelps(19). Andrianov har även rekordet för antalet individuella medaljer, 12. Landsmaninnan Larisa Latynina är den som har tagit flest medaljer totalt. Andrianov avled den 21 mars 2011, efter en tids sjukdom.